# Dragonerregiment „Liechtenstein“
Das Regiment war ein Kavallerieverband, der 1682 als Saurau-Cürassiere für die kaiserlich-habsburgische Armee errichtet wurde und bei seiner Auflösung den Namen Dragoner-Regiment „Liechtenstein“ oder auch nur Liechtenstein-Dragoner hieß. 1769 wurde das Regiment als Cavallerie-Regiment Nr. 6 in die Kavallerie-Rangliste eingereiht.

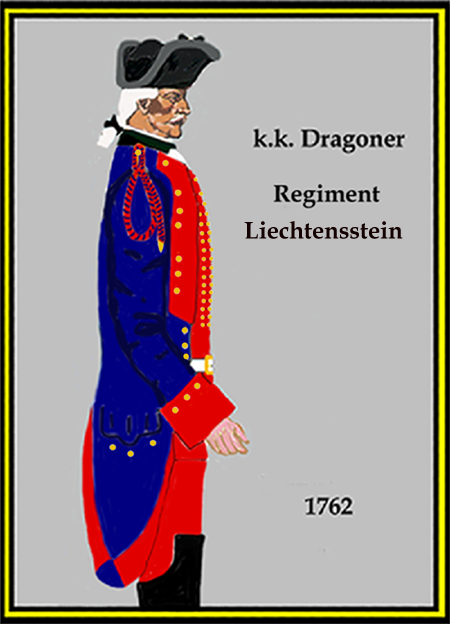
Uniform 1762

## Formationsgeschichte
- 1682 Das Regiment wurde laut Patent vom 11. Februar durch den Obristen Graf Saurau in Böhmen aufgestellt.
- 1700 Teile des aufgelösten „Dragoner-Regiments Glöckelsperg“ übernommen
- 1721 Zwei Kompanien des aufgelösten „Dragoner-Regiments Veterani“ eingegliedert.
- 1731 wurde die Auctions Kompanie an das „Dragoner-Regiment Sachsen-Gotha“ (später Ulanen-Regiment Nr. 8) abgegeben.
- 1768 wurde die Grenadier Kompanie an das neu aufgestellte 1. Carabinier-Regiment (später Dragoner-Regiment Nr. 3) abgegeben, dagegen eine Eskadron des aufgelösten Dragoner-Regiments Althann übernommen.
- 1769 wurde dem Regiment die Kavallerie-Ranglistennummer  6 zugeteilt.
- 1775 wurde die Einheit aufgelöst, die Oberst-Division zum „Dragoner-Regiment Coburg“ (1801 als Dragoner-Regiment Nr. 6 aufgelöst), die Majors-Division zu den Zweibrücken-Dragonern (später Husaren-Regiment Nr. 15) versetzt.

## Friedensgarnisonen
- 1698–1701 Innerösterreich
- 1714–16 Mähren
- 1718 Siebenbürgen
- 1723 Serbien
- 1733–34 in den Erblanden
- 1735–36 Lombardei
- 1737und 1739–41 Siebenbürgen
- 1748 Raab-Neusiedl am See
- 1751 Pest, dann Slawonien
- 1754 Mähren
- 1755–56 St. Georgen
- 1763 Prerau
- 1766 Gaja
- 1773 Tarnów
- 1775 Troppau

### Regimentsinhaber
- 1682 Feldmarschall-Lieutenant Carl Graf Saurau (Serau)
- 1693 Obrist Max Wilhelm Prinz von Braunschweig-Lüneburg und Hannover
- 1693 Generalfeldwachtmeister Franz Anton Graf Dietrichstein
- 1702 Feldmarschall Sigmund Joachim Graf Trautmannsdorff
- 1706 Feldmarschalleutnant Franz Thomas Graf Reising
- 1711 Obrist/Feldmarschalleutnant Johann Peter von Saint-Amour
- 1725 Feldmarschall Joseph Wenzel Fürst Liechtenstein
- 1772 Feldmarschalleutnant Johann Fürst Liechtenstein

### Regiments-Kommandanten
- 1682 der Inhaber Obrist Graf Saurau
- 1686 Obristlieutenant La Lande
- 1693 der Inhaber Obrist Graf Dietrichstein
- 1697 Obristlieutenant Max Heinrich Graf Herberstein
- 1700 Obrist Thomas Graf Reising
- 1706 Obristlieutenant Johann Peter von Saint Amour
- 1711 Obrist-Inhaber Johann Peter von Saint-Amour
- 1716 Obristlieutenant Sprung
- 1723 Obrist Franz Rudolph Graf Hohen-Ems (Hohenembs)
- 1730 Obrist Salzer von Rosenstein
- 1737 Obrist Graf Locatelli
- 1739 Obrist Franz Wenzel Graf Desfours
- 1742 Obrist von Rottern
- 1747 Obrist Joseph von Scorsin
- 1754 Obrist Otto Ferdinand Graf Hohenfeld
- 1757 Oberst Carl Fürst Liechtenstein
- 1759 Oberst Carl Emanuel Tschammer von Bortwitz
- 1768 Oberst Johann Freiherr von Mittrowsky-Nemysl
- 1773–75 Oberst Franz Graf Desfours

## Gefechtskalender
Großer Türkenkrieg
- 1683–85 Sicherungs- und Patrouillendienste in Innerösterreich, ohne Aktion
- 1686 Teilnahme an der zweiten Belagerung von Ofen
- 1687 Mit der Hauptarmee an der Schlacht am Berg Harsány beteiligt
- 1688 Belagerung von Belgrad
- 1689 Kämpfe mit der Hauptarmee in den Schlachten bei Batocina und Nissa
- 1690 Kämpfe in Serbien. Der Obristlieutenant Hompesch des Regiments wurde wegen der Übergabe von Widdin vor  ein Kriegsgericht gestellt
- 1691 Das Regiment erlitt starke Verluste in den Kämpfen vor Szlankamen. Danach Verlegung nach Slawonien
- 1692 Zur Hauptarmee abgestellt.  Belagerung von Grosswardein
- 1693 Zum Korps Heissler bei Semlin detachiert. Kämpfe unter General Hofkirchen bei Gyula
- 1694–95 Sicherungs- und Patrouillendienste in Niederungarn. Verlegung nach Siebenbürgen
- 1697 Verlegung nach Ungarn. Teilnahme an der Schlacht bei Zenta
- 1698 Mit der Hauptarmee im Feldzug gegen Temesvár

### Spanischer Erbfolgekrieg
- 1701: Verlegung nach Italien, Kämpfe bei Capri und Chiari. Ein Detachement war dem Korps Guttenstein in Südtirol zugeteilt.
- 1702: Kämpfe vor Mantua und bei Luzzara
- 1703: Sicherungs- und Patrouillendienste bei Ostiglia in der Lombardei
- 1704: Gefecht bei Bastiglia, Obristlieutenant Saint-Amour zeichnete sich durch Einnahme der Verschanzungen von Zevio aus. Dann Rückzug nach Tirol. Zwei Eskadronen wurden nach Piemont verlegt und befanden sich bis 1705 im Lager bei Crescentino
- 1705: Kämpfe bei Gazzuolo und Teilnahme an der Schlacht bei Cassano
- 1706: Schlacht bei Turin in der Armee Prinz Eugen. Einnahme von Lodi
- 1707: Feldzug in die Provence. Kämpfe bei Toulon
- 1708: Verlegung zuerst zum Rhein, dann in die Niederlande. Beteiligung an der Belagerung von Lille
- 1709: Schlacht bei Malplaquet
- 1710: Zu den zur Deckung von Béthune verwendeten Truppen abgestellt
- 1711: Vorübergehend zur Reichsarmee kommandiert. Sicherungs- und Patrouillendienste am Rhein, ohne Aktion
- 1712: Wieder in den Niederlanden, führte das Regiment ein Gefecht bei Denain
- 1713: Verlegung an den Rhein. Sicherungs und Patrouillendienste. Keine Gefechtstätigkeit

Venezianisch-Österreichischer Türkenkrieg
- 1716: Teilnahme an der Schlacht von Peterwardein und der Belagerung von Temesvár
- 1717: Verlegung nach Siebenbürgen, eine Abteilung unter Hauptmann Gessel war am Gefecht bei Ilva mika beteiligt

- 1733 Sicherungs- und Patrouillendienste in Schlesien

Polnischer Erbfolgekrieg
- 1734 Verlegung nach Italien. Kämpfe bei Quistello, Schlacht bei Parma und Schlacht bei Guastalla
- 1735 Sicherungs- und Patrouillendienste in Oberitalien, dann Verlegung nach Tirol, Gefecht bei Campara
- 1737 Kommandierung zur Hauptarmee in Bosnien. Beteiligung an den dortigen Operationen
- 1738 Kämpfe bei Kornia und Mehadia
- 1739 Verlegung nach Siebenbürgen mit Sicherungs- und Patrouillendiensten, erst gegen Ende des Feldzuges stieß das Regiment wieder zur Hauptarmee

### Österreichischer Erbfolgekrieg
- 1741: Zur Armee in Schlesien detachiert. Eine Abteilung führte ein Scharmützel bei Grätz, das Regiment nahm an der Schlacht bei Mollwitz teil.
- 1742: Bei der Hauptarmee in Böhmen, Teilnahme an der Schlacht bei Caslau und der Belagerung von Prag
- 1743: Bei der Hauptarmee in Bayern. (Die Grenadier Kompanie war bei der Einnahme von Dingolfing eingesetzt). Danach  Vormarsch zum Rhein.
- 1744: Teilnahme an den Operationen in Böhmen
- 1745: Kämpfe in der Schlacht bei Hohenfriedeberg und der Schlacht bei Trautenau (Soor). Verlegung in die Niederlande
- 1746–47: Teilnahme an der Schlacht bei Rocourt und der Schlacht bei Lauffeldt

Siebenjähriger Krieg
- 1756 Kämpfe in der Schlacht bei Lobositz
- 1757 zeichnete sich Oberstlieutenant Fürst Liechtenstein im Scharmützel bei Hirschfeld aus. Das Regiment kämpfte dann im Gefecht bei Reichenberg und der Schlacht bei Prag.
- 1758 Zur Reichsarmee abgestellt.  Hauptmann Joseph Graf Kinsky zeichnete sich im Scharmützel bei Sebastiansberg aus
- 1759 Kämpfe im Gefecht bei Asch, später zum Korps Loudon kommandiert kämpfte das Regiment in der Schlacht bei Kunersdorf
- 1760 Gefechte bei Gotha und Bautzen, im Korps Lacy am Streifzug nach Berlin beteiligt. Nur geringfügiger Einsatz in der Schlacht bei Torgau
- 1760 Sicherungs- und Patrouillendienste in Sachsen, ohne Aktion
- 1762 Kämpfe im Gefecht bei Peilau
- 1763 bis zur Auflösung keine Kampfhandlungen mehr. Sicherungs- und Patrouillendienste in den jeweiligen Garnisonsbereichen.

## Adjustierung
- 1738: blauer Rock, rote Aufschläge
- 1757: dunkelblauer Rock und Hosen, ponceaurote Aufschläge
- 1765: roter Rock, lichtblaue Egalisierung, weiße Hosen, gelbe Knöpfe
- 1767: weißer Rock, hellblaue Egalisierung, weiße Hosen, gelbe Knöpfe

## Anmerkung
Ein Regiment bestand in der Österreichisch-Ungarischen Kavallerie in der Regel aus drei bis vier (in der Ausnahme auch mehr) Division. Jede Division hatte drei Eskadronen, deren jede wiederum aus zwei Kompanien bestand. Die Anzahl der Reiter in den einzelnen Teileinheiten schwankte, lag jedoch normalerweise bei etwa 80 Reitern je Kompanie.
Die einzelnen Divisionen wurden nach ihren formalen Führern benannt:
- die 1. Division war die Oberst-Division
- die 2. Division war die Oberstlieutenant (Oberstleutnant)-Division
- die 3. Division war die Majors-Division
- die 4. Division war die 2. Majors-Division

Bis zum Jahre 1798 wurden die Regimenter nach ihren jeweiligen Inhabern (die nicht auch die Kommandanten sein mussten) genannt. Eine verbindliche Regelung der Schreibweise existierte nicht. (z. B. Regiment Graf Serbelloni – oder Regiment Serbelloni.) Mit jedem Inhaberwechsel änderte das betroffene Regiment seinen Namen. Nach 1798 galt vorrangig die nummerierte Bezeichnung, die unter Umständen mit dem Namen des Inhabers verbunden werden konnte.
Bedingt durch diese ständige Umbenennung sind die Regimentsgeschichten der österreichisch-ungarischen Kavallerie nur sehr schwer zu verfolgen. Hinzu kommt die ständige und dem Anschein nach willkürliche, zu Teil mehrfache Umklassifizierung der Verbände. (Zum Beispiel: K.u.k. Böhmisches Dragoner-Regiment „Fürst zu Windisch-Graetz“ Nr. 14)